# Station Ferry Terminal
Station Ferry Terminal (フェリーターミナル駅, Ferii Tāminaru-eki) is een metrostation in de wijk Suminoe-ku in de Japanse stad Osaka. Het wordt aangedaan door de Nanko Port Town-lijn. Het station heeft twee sporen, gelegen aan een enkel eilandperron.

## Treindienst

### Nanko Port Town-lijn(stationsnummer P14)
| 1 | ■ Nanko Port Town-lijn | richting Suminoekōen             |
| 2 | ■ Nanko Port Town-lijn | richting Nakafuto en Cosmosquare |

## Geschiedenis
Het station werd in 1981 geopend.

## Overig openbaar vervoer
Zoals de naam aangeeft vertrekken er vanaf de veerhaven nabij het station enkele veren naar o.a. Okinawa, Kyūshū en Shikoku. Daarnaast is er een klein busstation nabij de veerhaven.

## Stationsomgeving
- Haven van Osaka
- Nankō-brug
- 7-Eleven

Cosmosquare · Trade Center-mae ·  Nakafutō · Port Town-nishi · Port Town-higashi ·  Ferry Terminal · Nankō-higashi · Nankōguchi · Hirabayashi · Suminoekōen